# GTR
GTR («джі-ті-ар») — британський рок-супергурт напрямку прогресивний рок.   Заснований у 1986 р. екс-гітаристом гурту Genesis Стівом Геккеттом (Steve Hackett) та колишнім гітаристом гуртів Yes і Asia Стівом Гау (Steve Howe). До решти складу гурту увійшли: Макс Бейкон (Max Bacon) — вокал (Moby Dick, Nightwing, Bronz); Філ Спелдінґ (Phil Spalding) — бас («Bernie Torme, Toyah, Майк Олдфілд, Original Mirrors); Джонатан Мувер (Jonathan Mover) — барабани (Marillion, Стів Вей). GTR намагався бути гуртом, в якому поєднувалося звучання гітар та синтезаторів, причому з використанням гітароподібних синтезаторів замість клавіатурних. Гітари Геккетта та Гау були обладнані спеціальними звукознімальними пристроями «Roland», що дозволяли перетворювати дзижчання струни у MIDI-сигнали, які використовуються у грі синтезаторів. Це добре працювало у студії, але коли гурт вирушав в турне, вони вимушені були запросити клавішника через посереднє звучання гітарних синтезаторів.
У 1986 р. на «Arista Records» за продюсерства Джеффрі Даунса (Asia) був виданий єдиний студійний альбом гурту з однойменною назвою, що згодом став «золотим» та розповсюджувався завдяки хітовому сінґлу «When the Heart Rules the Mind», який протримався у чартах до 16 тижнів. Інший сінґл «The Hunter» не дуже активно транслювався в радіоефірі, але досяг деякого висвітлення по ТБ. В цей час багато прихильників Genesis та Yes обговорювали цей альбом, висловлюючи критичні зауваження стосовно пронизливого тенору Макса Бейкона а також до нехарактерного для цих гуртів матеріалу, яким був заповнений цей альбом. 
Після невдалого трансатлантичного турне невдоволення Геккетта фінансовим управлінням гурту призвело до завершення проекту. Подальший аж до розвалу черговий склад гурту змінився у 1987 р., коли Геккетт залишив колектив, заявивши, що це «йому було все цікаво близько п’яти хвилин”. Деякі прихильники припустили, що Гау та Геккетт між собою не владналися.  Але подальші коментарі Геккетта стосовно GTR були протилежними і кращими. Одного разу він висловився про гурт, що «з будь-яким успішним гуртом бувають артистичні обмеження, а це був успішний гурт».
Записування на лос-анжелеському радіошоу «King Biscuit Flower Hour» показало, що гурт є надзвичайно непохитним та добре пристосованим до життя. До треків належать такі версії відомих композицій, як «Roundabout» (від Yes), епічна переробка класики Genesis «I Know What I Like», а також композиції студійних сольних альбомів Геккетта та Гау, і, власне, сам сінґл «When the Heart Rules the Mind», що входив до американської Top 40. Також до цієї колекції було включено попередню версію пісні «Prizefighters», яка згодом була дорозвинута у запланованому у 1986 р. Геккеттом сольному альбомі «Feedback» (який нарешті був виданий лише у 2000 р.).
Після цього гурт розпрощався зі Стівом Геккетом, що повернувся до сольних релізів, зокрема «Guitar Noir». Стів Гау намагався реформувати гурт запросивши Роберта Беррі як гітариста та основного вокаліста. Награний бутлеґ другого альбому з назвою «Nerotrend» містив половину творів, які співав Беррі, а іншу половину 
Бейкон. Різні частини цього релізу мали з'явитися на майбутніх альбомах, в т.ч. і композиція «This World is Big Enough for All of Us», що вийшла під назвою «Birthright» альбому Anderson Bruford Wakeman Howe.

## Дискографія
- «GTR» (1986)
- «Live at King Biscuit Flower Hour» (1997)

## Сінґли
- «When the Heart Rules the Mind» (1986)
- «The Hunter» (1986)

| Валторна | Це незавершена стаття про музичний колектив. Ви можете допомогти проєкту, виправивши або дописавши її. |